# Celles (Charente Marítim)
Celles és un municipi francès situat al departament del Charente Marítim i a la regió de la Nova Aquitània. L'any 2007 tenia 289 habitants.

## Demografia

### Població
El 2007 la població de fet de Celles era de 289 persones. Hi havia 124 famílies de les quals 32 eren unipersonals (16 homes vivint sols i 16 dones vivint soles), 52 parelles sense fills, 36 parelles amb fills i 4 famílies monoparentals amb fills.
La població ha evolucionat segons el següent gràfic:
Habitants censats

### Habitatges
El 2007 hi havia 145 habitatges, 123 eren l'habitatge principal de la família, 3 eren segones residències i 19 estaven desocupats. Tots els 142 habitatges eren cases. Dels 123 habitatges principals, 107 estaven ocupats pels seus propietaris, 14 estaven llogats i ocupats pels llogaters i 2 estaven cedits a títol gratuït; 3 tenien una cambra, 12 en tenien dues, 14 en tenien tres, 26 en tenien quatre i 68 en tenien cinc o més. 98 habitatges disposaven pel capbaix d'una plaça de pàrquing. A 46 habitatges hi havia un automòbil i a 66 n'hi havia dos o més.

### Piràmide de població
La piràmide de població per edats i sexe el 2009 era:
| Homes | Edats   | Dones |
| ----- | ------- | ----- |
| 0     | 95 o +  | 4     |
| 0     | 90 a 94 | 4     |
| 0     | 85 a 89 | 4     |
| 4     | 80 a 84 | 0     |
| 4     | 75 a 79 | 0     |
| 8     | 70 a 74 | 8     |
| 12    | 65 a 69 | 8     |
| 12    | 60 a 64 | 12    |
| 0     | 55 a 59 | 4     |
| 12    | 50 a 54 | 24    |
| 8     | 45 a 49 | 12    |
| 16    | 40 a 44 | 8     |
| 12    | 35 a 39 | 12    |
| 4     | 30 a 34 | 4     |
| 8     | 25 a 29 | 4     |
| 4     | 20 a 24 | 4     |
| 12    | 15 a 19 | 4     |
| 4     | 10 a 14 | 16    |
| 4     | 5 a 9   | 4     |
| 0     | 0 a 4   | 0     |

## Economia
El 2007 la població en edat de treballar era de 183 persones, 129 eren actives i 54 eren inactives. De les 129 persones actives 118 estaven ocupades (64 homes i 54 dones) i 11 estaven aturades (5 homes i 6 dones). De les 54 persones inactives 15 estaven jubilades, 16 estaven estudiant i 23 estaven classificades com a «altres inactius».

### Ingressos
El 2009 a Celles hi havia 125 unitats fiscals que integraven 319 persones, la mediana anual d'ingressos fiscals per persona era de 17.806 €.

### Activitats econòmiques
Dels 10 establiments que hi havia el 2007, 1 era d'una empresa alimentària, 5 d'empreses de construcció, 3 d'empreses de comerç i reparació d'automòbils i 1 d'una empresa d'hostatgeria i restauració.
Dels 5 establiments de servei als particulars que hi havia el 2009, 1 era un paleta, 1 guixaire pintor, 1 fusteria, 1 lampisteria i 1 electricista.
L'únic establiment comercial que hi havia el 2009 era una carnisseria.
L'any 2000 a Celles hi havia 19 explotacions agrícoles que ocupaven un total de 588 hectàrees.

## Equipaments sanitaris i escolars
El 2009 hi havia una escola maternal integrada dins d'un grup escolar amb les comunes properes formant una escola dispersa.

## Poblacions més properes
El següent diagrama mostra les poblacions més properes.